# Pāliyād
Pāliyād är en ort i Indien.   Den ligger i distriktet Bhāvnagar och delstaten Gujarat, i den västra delen av landet, 900 km sydväst om huvudstaden New Delhi. Pāliyād ligger 115 meter över havet och antalet invånare är 10 862.
Terrängen runt Pāliyād är platt. Runt Pāliyād är det ganska tätbefolkat, med 172 invånare per kvadratkilometer. Närmaste större samhälle är Botad, 14,7 km sydost om Pāliyād. Omgivningarna runt Pāliyād är en mosaik av jordbruksmark och naturlig växtlighet.